# Wilgo Baarn
Wilgo Baarn (1946 - 7 juli 2017) was een Surinaams toneelacteur en -regisseur, schrijver, danser en musicus.

## Biografie
Wilgo Baarn was getrouwd met de schrijfster Elfriede Baarn-Dijksteel. Hij was sinds de jaren 1980 betrokken bij NAKS, waar hij uitgroeide tot een van de belangrijkste gezichten van de culturele organisatie, in diverse rollen op het toneel en als schrijver. Een belangrijke leermeester was voor hem Eugène Drenthe, jarenlang de drijvende kracht achter NAKS, en cultureel werd hij beïnvloed door Creoolse ceremonies en rituelen. Hij was de drijfveer achter verschillende stukken, waaronder Boni doro dat hij regisseerde in het Sranantongo.
Samen met Henk Tjon en James Ramlall stond hij achter de oprichting van het directoraat Cultuur van het ministerie van Onderwijs. Hij was voorzitter van NAKS tot 1996 en werd toen opgevolgd door Eric Rudge. In 2002 speelde hij een rol in de film Paramaribo Papers. In 2003 werd hij onderscheiden met de Gaanman Gazon Matodja Award.
Op 7 juli 2017 werd hij onwel. Voordat de ambulance aankwam, was hij inmiddels overleden. Wilgo Baarn is 71 jaar oud geworden.
In 2018 werd hij geëerd met een plaats op de Iconenkalender van NAKS. Aan het begin van hetzelfde jaar gaf NAKS een boek over hem uit, getiteld Wilgo een ware Alakondre Man
- Library of Congress Control Number: n2021250371
- Virtual International Authority File: 30161390585758260392